# Okręg wyborczy Basingstoke
Okręg wyborczy Basingstoke powstał w 1885 r. (aczkolwiek był już reprezentowany w parlamencie z 1295 r.) i wysyła do brytyjskiej Izby Gmin jednego deputowanego. Okręg obejmuje miasto Basingstoke w hrabstwie Hampshire.

## Deputowani do brytyjskiej Izby Gmin z okręgu Basingstoke
- 1885–1887: George Sclater-Booth, Partia Konserwatywna
- 1887–1906: Arthur Frederick Jeffreys, Partia Konserwatywna
- 1906–1917: Arthur Clavell Salter, Partia Konserwatywna
- 1917–1920: Auckland Geddes, Partia Konserwatywna
- 1920–1923: Arthur Richard Holbrook, Partia Konserwatywna
- 1923–1924: Reginald Fletcher, Partia Liberalna
- 1924–1929: Arthur Richard Holbrook, Partia Konserwatywna
- 1929–1934: Gerard Wallop, wicehrabia Lymington, Partia Konserwatywna
- 1934–1935: Henry Maxence Cavendish Drummond Wolff, Partia Konserwatywna
- 1935–1955: Patrick Donner, Partia Konserwatywna
- 1955–1964: Denzil Freeth, Partia Konserwatywna
- 1964–1983: David Mitchell, Partia Konserwatywna
- 1983–2005: Andrew Hunter, Partia Konserwatywna, od 2002 r. niezależny konserwatysta, od 2004 r. Demokratyczna Partia Unionistyczna
- 2005– : Maria Miller, Partia Konserwatywna